# Kościół Narodzenia Najświętszej Maryi Panny we Frysztaku
Kościół Narodzenia Najświętszej Maryi Panny – rzymskokatolicki kościół parafialny należący do dekanatu Frysztak diecezji rzeszowskiej.
Budowa obecnej świątyni została rozpoczęta podczas urzędowania księdza proboszcza Wojciecha Blajera w 1924 roku. Poprzedni kościół drewniany z 1442 roku został w tym samym roku rozebrany. Świątynia została poświęcona przez księdza dziekana Stanisława Kwiecińskiego w dniu 23 października 1927 roku. W dniu 30 kwietnia 1938 roku budowla została konsekrowana przez biskupa Wojciecha Tomakę, sufragana przemyskiego. 
Jest to murowana trzynawowa świątynia posiadająca zwartą bryłę. Kościół charakteryzuje się, cylindryczną wieżą o wysokości 50 metrów, mieszczącą w swym przyziemiu główne wejście. Po obu jej stronach, na górnych bokach elewacji frontowej, znajdują się rzeźby kamienne św. Marka i św. Jana. We wnętrzu, znajduje się część zabytkowego wyposażenia pochodzącego ze wspomnianej wyżej poprzedniej świątyni. W nawie środkowej jest umieszczony ołtarz główny w stylu regencji powstały w 1753 roku, ufundowany przez proboszcza Andrzeja Ankiewicza, wyremontowany w 1784 roku dzięki staraniom następnego proboszcza Michała Duvall. W części środkowej znajduje się barokowy krucyfiks z 1650 roku o niewielkich rozmiarach. Krucyfiks jest otoczony dekoracją w formie udrapowanej kotary i licznymi wotami. W zwieńczeniu ołtarza jest umieszczony, pochodzący z tego samego  okresu, obraz Narodzenia Matki Boskiej.